# Phacelia brachyantha
Phacelia brachyantha är en strävbladig växtart som beskrevs av George Bentham. Phacelia brachyantha ingår i Faceliasläktet som ingår i familjen strävbladiga växter. Inga underarter finns listade i Catalogue of Life.